# Горный тапир
Горный тапир (лат. Tapirus pinchaque) — вид млекопитающих из семейства тапировые (Tapiridae).

## Внешний вид

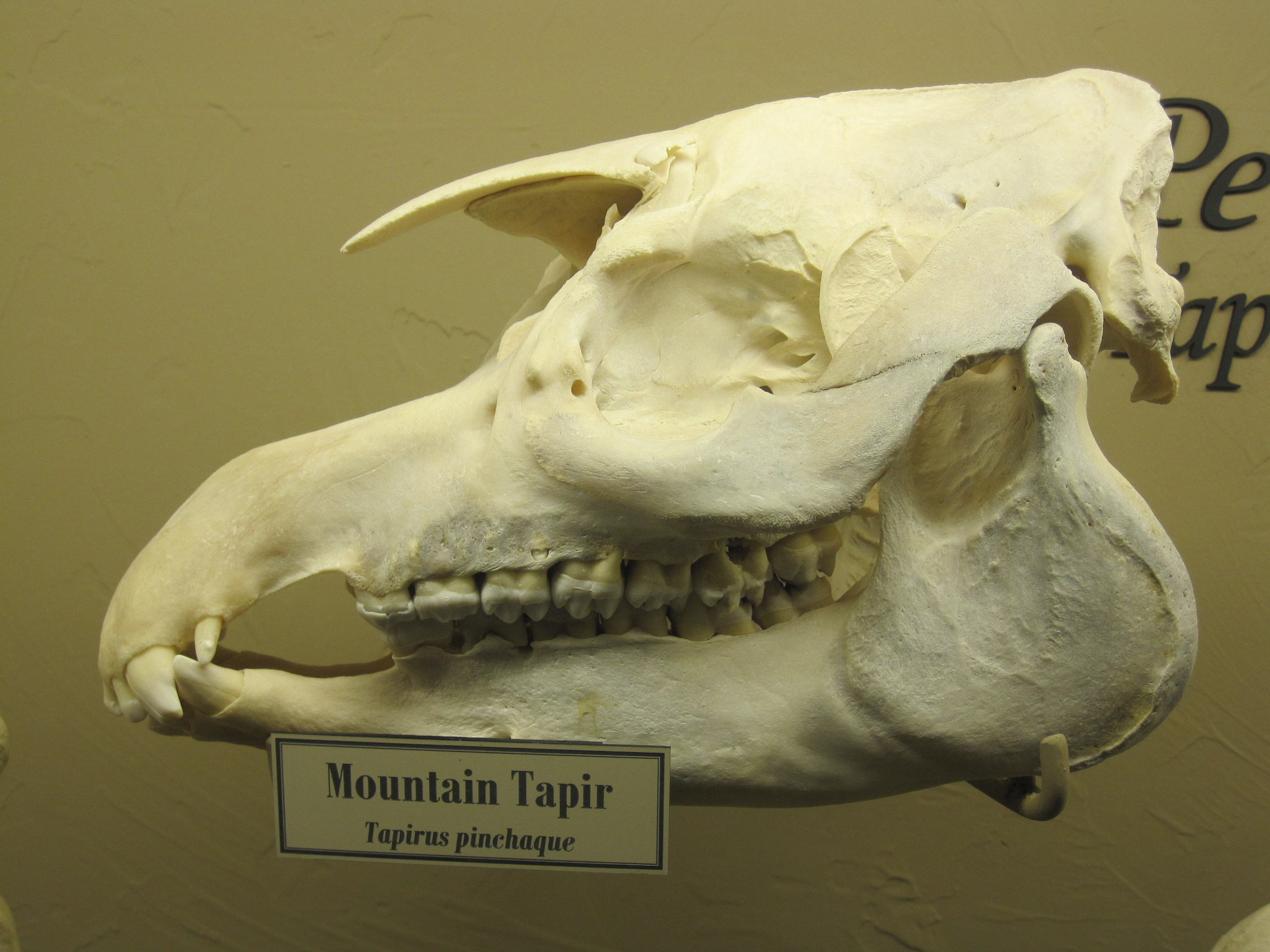
Череп в Музей остеологии (Оклахома-Сити, США)

Горные тапиры — второй по размерам вид среди тапиров. Длина их тела достигает примерно 180 см, высота плеч — от 75 до 80 см и вес — от 130 до 180 кг, причём взрослые самки становятся тяжелее чем самцы. По окраске они походят на оба других американских вида тапиров. Их цвет обычно от тёмно-коричневого до чёрного, однако у них светлые губы и светлые кончики ушей. Самое заметное отличие от других тапиров состоит в том, что кожа покрыта шерстью, которая служит защите от холода и ультрафиолетового излучения в высокогорных массивах.
Как у всех тапиров, у горных тапиров громоздкое тело со стройными ногами. Передние ноги имеют по  четыре пальца, а задние - по три. Хвост очень маленький и короткий. Морда как у всех тапиров с коротким хоботом.

## Распространение

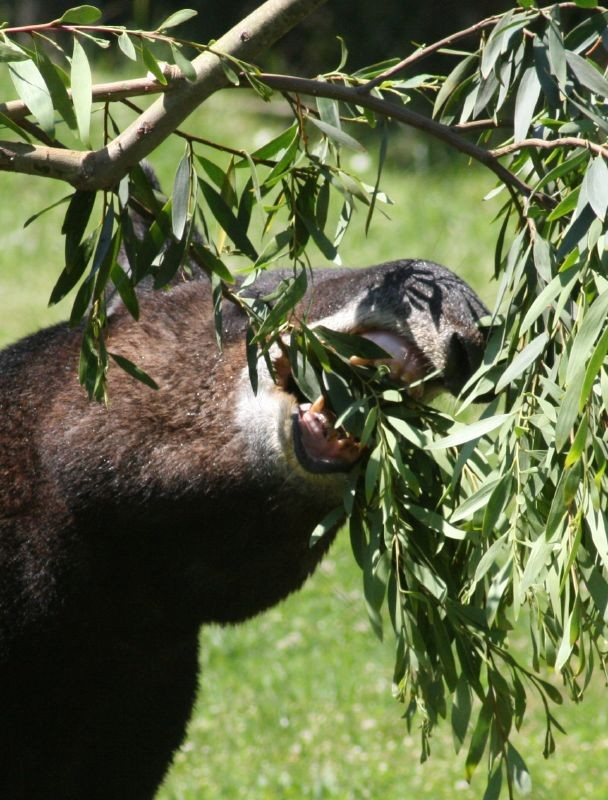
Горный тапир объедает ветку

У горных тапиров самая маленькая область распространения среди всех тапиров, они распространены только в Андах Колумбии, Эквадора и северного Перу. Их жизненным пространством являются горные леса и плоскогорья вплоть до снежной границы, они редко спускаются на высоты менее 2000 м. Встречаются до высоты 4500 м над уровнем моря.

## Поведение
Горные тапиры — это активные по ночам одиночки, которые удаляются в течение дня в чащи лесов. Они — отличные скалолазы, умеют также плавать и нырять и охотно копаются в грязи. Это очень робкие животные, которые в случае угрозы часто удаляются в воду. Горные тапиры — травоядные и питаются листьями, ветками и другими частями растений. После примерно 13-месячной продолжительности беременности самка рожает в большинстве случаев по одному детёнышу. У него более светлая окраска и узор с прерванными линиями и пятнами, который служит маскировке и теряется в течение второго жизненного полугодия. В возрасте примерно одного года детёныш перестаёт питаться молоком и становится самостоятельным, половая зрелость наступает в возрасте от трёх до четырёх лет.

## Угрозы
Горный тапир оценивается МСОП как находящийся под угрозой. Конкуренция с крупным рогатым скотом заставляет его покидать большие части своей области распространения. Даже в национальные парки сегодня проникает пасущийся рогатый скот. Общая популяция горного тапира оценивается в 2500 животных и это самый редкий вид тапиров.